# Гуселетов, Борис Павлович
Бори́с Па́влович Гуселетов (род. 1955) — российский политический деятель и политолог, международный секретарь СДПР (2002—2006), Народной партии (2007), «Справедливой России» (2008—2015). Доктор политических наук (2013), кандидат технических наук.
Руководитель отдела политологии, главный научный сотрудник Института социально-политических исследований ФНИСЦ РАН (с 2020 года по настоящее время), ведущий научный сотрудник Института Европы РАН (с 2014 года по настоящее время).

## Биография
Родился 11 ноября 1955 года в Новокузнецке (Кемеровская область) в семье служащих.
В 1977 году окончил Уральский политехнический институт им. С. М. Кирова, в 1982 году — аспирантуру, в 1983 году защитил кандидатскую диссертацию «Разработка, исследование и внедрение технологии прокатки изделий электротехнического назначения из медных сплавов на стане с широким сортаментом».
В 1977—1999 годах работал в системе высшего образования на должностях от младшего научного сотрудника (Уральский политех) до проректора (Уральской академии государственной службы).
В 1994—1998 годах был участником программы NDI «Поддержка демократии: строительство политических партий», а в 1995—1997 годах — в проекте Фонда Рокфеллера «Лидерство в обществе и в перспективе развития».
В 2004—2008 годах был профессором кафедры социологии и политологии РГТЭУ. С 2008 является заместителем руководителя Центра лидерства РГСЭУ.
С сентября 2008 по настоящее время — руководитель Центра международных проектов и программ Института «Справедливый Мир». В 2013 году защитил докторскую диссертацию «Проблема институционализации социал-демократических (социалистических) партий в странах Центральной и Восточной Европы и СНГ».
Имеет два авторских свидетельства на изобретения. За внедрение изобретения созданного после августа 1973 года, вручен нагрудный знак «Изобретатель СССР». Является почетным профессором Всекитайской Академии общественных наук, профессор университета Лутана.
Владеет английским и французским языками. Имеет двоих детей.

## Карьера в политике
Член КПСС в 1985-91 гг. До этого два года был секретарем комитета комсомола метфака УПИ. В 1989-90 гг. принимал участие в работе демократической платформы КПСС, в рамках которой входил в группу «молодые коммунисты».
В 1990 году был избран делегатом XXVIII Съезда КПСС, на котором избран членом Центрального Комитета КПСС по квоте Генерального Секретаря. Самый молодой член ЦК КПСС (1990-91).
На всех заседаниях пленумов ЦК КПСС в 1990—1991 годах выступал за социал-демократизацию партии и отказ от ортодоксальной коммунистической идеологии.
В 1991—1994 гг. был членом Народной партии «Свободная Россия», входил в президиум партии и возглавлял свердловское региональное отделение.
В сентябре 1994 года вошёл в секретариат Объединённого демократического центра.
В 1995—1999 гг. был членом Российского социал-демократического союза.
С 2000 года был заместителем председателя РОСДП М. С. Горбачева. После создания СДПР работал её политическим и международным секретарём. 24-25 июня 2005 года вместе с председателем СДПР Кишениным впервые представлял Россию на заседании Партии европейских социалистов в Вене.
По утверждению В.Милитарёва, Борис Гуселетов получил от лидера СДПР М.Горбачёва беспроцентный кредит на приобретение квартиры. Также Милитарёв обвиняет Гуселетова в связях с французской разведкой.
В 2003 году Борис Гуселетов баллотировался в Государственную Думу по Верх-Исетскому одномандатному округу № 162, однако впоследствии отказался от участия в выборах.
В 2007 году в течение менее полугода занимал пост заместителя руководителя аппарата Народной партии по международным вопросам.
В 2007—2008 гг. был советником по международным вопросам председателя партии «Справедливая Россия». С 2008 по 2015 год являлся руководителем международного управления аппарата «Справедливой России».
В 2016 году вышел из партии «Справедливая Россия» в связи с несогласием с политикой её руководства, направленной на отказ от социал-демократической идентичности партии.
17 октября 2011 года в Москве состоялась презентация монографии Бориса Гуселетова и Натальи Великой «Социал-демократические и социалистические партии в странах СНГ».